# Peter Brouwer
Peter Brouwer (Hartford, 18 de novembro de 1945) é um ator norte-americano de cinema, televisão e teatro, mais conhecido por sua participação no filme de terror Friday the 13th (1980).

## Vida e carreira

### Cinema e televisão
Brouwer fez sua estreia cinematográfica no slasher Friday the 13, dirigido por Sean S. Cunningham e lançado em 1980; ele interpretou Steve Christy, proprietário do malfadado acampamento de Crystal Lake. Na época em que foi selecionado, o artista estava atuando em uma soap opera intitulada Love of Live e, dada a necessidade de um novo trabalho, fazia testes de elenco em Nova Iorque. Sua namorada, Cindy Veazey, havia conseguido um emprego como assistente de direção em Friday the 13th. Brouwer perguntou a ela se também havia alguma função para ele no filme e ficou frustrado ao saber que a produção estava procurando apenas por atores conhecidos, principalmente para o papel de Steve. Entretanto, enquanto trabalhava em um jardim, ele encontrou-se ao acaso com Cunningham quando este apareceu para entregar uma mensagem a Cindy; algumas semanas depois, Brouwer recebeu uma ligação do diretor, que, finalmente, ofereceu-lhe o papel.
O ator apareceu brevemente nas sequências Friday the 13th Part 2 e Friday the 13th: The Final Chapter, em filmagens de arquivo do longa-metragem original, e interpretou Brad Hollister em alguns episódios da soap opera As the World Turns. Depois de duas décadas afastado das telas, ele retornou ao cinema na comédia intercultural American Desi (2001), no papel de um professor. Quatro anos depois, voltou para as telesséries, começando por Law & Order; interpretou Beaver Calhoun em One Life to Live (2008) e o juiz Robinson em All My Children. Além disso, ele costuma ser escalado com certa frequência para interpretar papéis de leiloeiros, como o fez na comédia romântica Arthur (refilmagem de 2011 do filme homônimo de 1981) e nas séries Person of Interest e White Collar.

### Produções teatrais
Brouwer é um dos fundadores da companhia teatral off-Broadway Abingdon Theatre Company, na qual trabalhou como ator, gerente de produção e construtor de cenários. Ele já atuou em várias produções dessa empresa, entre as quais Glory Girls, Beachwood Drive, My Deah e God's Daughter. Em 2012, estrelou Lost on the Natchez Trace, no papel principal de um leiloeiro de escravos do século XIX que, ao sofrer um acidente na trilha florestal histórica de Natchez Trace (Mississippi), tem a vida salva por um escravo fugitivo. Em 2014, interpretou um advogado na peça Hellman v. McCarthy, estrelada por Dick Cavett.

### Vida pessoal
No final da década de 1970, Brouwer casou-se com Cindy Veazey, atriz e coordenadora de produção responsável pelo envolvimento dele em Friday the 13th; eles têm uma filha, nascida por volta de 1980. O ator também realiza iniciativas para arrecadação de fundos para várias organizações, incluindo a Abingdon Theatre Company.

## Filmografia

### Cinema
| Ano  | Título                             | Papel                | Notas                       | Ref.  |
| ---- | ---------------------------------- | -------------------- | --------------------------- | ----- |
| 1980 | Friday the 13th                    | Steve Christy        |                             | [ 2 ] |
| 1981 | Friday the 13th Part 2             | Steve Christy        | Filmagem de arquivo         | [ 5 ] |
| 1984 | Friday the 13th: The Final Chapter | Steve Christy        | Filmagem de arquivo         | [ 6 ] |
| 2001 | American Desi                      | Professor Rosenstein |                             | [ 7 ] |
| 2011 | Arthur                             | Leiloeiro            | Refilmagem de Arthur (1981) | [ 8 ] |

### Televisão
| Ano       | Título             | Papel                         | Notas                        | Ref.          |
| --------- | ------------------ | ----------------------------- | ---------------------------- | ------------- |
| 1976-1978 | Love of Life       | Dr. Joe Cusack                | Soap opera                   | [ 13 ]        |
| 1979-1981 | As the World Turns | Bradley "Brad" Hollister      | Soap opera; Vários episódios | [ 14 ] [ 15 ] |
| 1975-2009 | One Life to Live   | Dr. Alex Blair/Beaver Calhoun | Soap opera; Vários episódios | [ 16 ] [ 17 ] |
| 1995-1996 | The Guiding Light  | Max Blume                     | Soap opera; 46ª temporada    | [ 18 ]        |
| 2005      | Law & Order        | Garret Carter                 | Episódio: "Dining Out"       | [ 19 ]        |
| 2013      | Person of Interest | Leiloeiro                     | Episódio: "The Perfect Mark" | [ 20 ]        |
| 2014      | White Collar       | Leiloeiro                     | Episódio: "Return to Sender" | [ 5 ] [ 21 ]  |